# Palparellus flavofasciatus
Palparellus flavofasciatus is een insect uit de familie van de mierenleeuwen (Myrmeleontidae), die tot de orde netvleugeligen (Neuroptera) behoort. 
Palparellus flavofasciatus is voor het eerst wetenschappelijk beschreven door McLachlan in 1867.